# أندي كارل
أندي كارل (بالإنجليزية: Andy Karl) هو لاعب كرة قاعدة أمريكي، ولد في 8 أبريل 1914 في ماونت فيرنون في الولايات المتحدة، وتوفي في 8 أبريل 1989 في لاهويا في الولايات المتحدة.

## وصلات خارجية
- أندي كارل على موقع دوري كرة القاعدة الرئيسي (الإنجليزية)
- أندي كارل على موقعبيزبول رفرنس.كوم (الدوري الرئيسي) (الإنجليزية)
- أندي كارل على موقعبيزبول رفرنس.كوم (الدوري الثانوي) (الإنجليزية)
- أندي كارل على موقع جمعية أبحاث البيسبول الأمريكية (الإنجليزية)